# Campeonato Mundial de Clubes de Voleibol Feminino de 2024
O Campeonato Mundial de Clubes de Voleibol Feminino de 2024 foi a 17.ª edição deste torneio organizado anualmente pela Federação Internacional de Voleibol (FIVB). O evento ocorreu entre os dias 16 e 22 de dezembro, na cidade de Hancheu, na China.
O Procecco Doc Imoco Conegliano conquistou o terceiro título ao derrotar na final o anfitrião Tianjin Bohai Bank. Completando o pódio o Numia Vero Volley Milano conquistou o bronze vencendo o Dentil/Praia Clube.

## Formato da disputa
O torneio foi dividido na fase classificatória e na fase final. A fase classificatória foi disputada em turno único, com todas as equipes se enfrentando dentro de seu grupo. Os dois primeiros classificados de cada grupo avançaram para a fase final, estruturada em semifinais, disputa pelo terceiro lugar e final.

### Critérios de desempate
1. Número de vitórias
2. Número de pontos
3. Razão dos sets
4. Razão dos pontos
5. Resultado da última partida entre os times empatados

- Partidas terminadas em 3–0 ou 3–1: 3 pontos para o vencedor, 0 pontos para o perdedor;
- Partidas terminadas em 3–2: 2 pontos para o vencedor, 1 ponto para o perdedor.[4]

## Equipes participantes
As seguintes equipes se qualificaram para o Campeonato Mundial de Clubes de 2024:
| Equipe                        | Confederação | Qualificação                                        | Última aparição |
| ----------------------------- | ------------ | --------------------------------------------------- | --------------- |
| Tianjin Bohai Bank            | AVC          | Anfitrião e campeão da Liga Chinesa de 2023–24      | 2023            |
| Gerdau/Minas                  | CSV          | Campeão do Campeonato Sul-Americano de 2024         | 2023            |
| Dentil/Praia Clube            | CSV          | Vice-campeão do Campeonato Sul-Americano de 2024    | 2023            |
| Procecco Doc Imoco Conegliano | CEV          | Campeão da Liga dos Campeões da Europa de 2023–24   | 2022            |
| Numia Vero Volley Milano      | CEV          | Vice-campeão Liga dos Campeões da Europa de 2023–24 | Estreante       |
| NEC Red Rockets Kawasaki      | AVC          | Campeão do Campeonato Asiático de 2024              | 2017            |
| LP Bank Ninh Bình             | AVC          | Vice-campeão do Campeonato Asiático de 2024         | Estreante       |
| Zamalek SC                    | CAVB         | Campeão do Campeonato Africano de 2024              | Estreante       |

## Local das partidas
| Hancheu , China      |
| -------------------- |
| Dragon Sports Center |
|                      |
| Capacidade: 8 000    |

## Grupos
| Grupo A                  | Grupo B                       |
| ------------------------ | ----------------------------- |
| Gerdau/Minas             | Procecco Doc Imoco Conegliano |
| Numia Vero Volley Milano | Dentil/Praia Clube            |
| Tianjin Bohai Bank       | LP Bank Ninh Bình             |
| Zamalek SC               | NEC Red Rockets Kawasaki      |

## Fase classificatória
- As partidas seguem o horário local (UTC+8).

|  | Classificados para as semifinais |

### Grupo A
|     |                          |     | Jogos | Jogos | Jogos | Resultados | Resultados | Resultados | Resultados | Resultados | Resultados | Sets | Sets | Sets  | Pontos | Pontos | Pontos |
| Pos | Equipe                   | Pts | T     | V     | D     | 3–0        | 3–1        | 3–2        | 2–3        | 1–3        | 0–3        | V    | P    | R     | V      | P      | R      |
| --- | ------------------------ | --- | ----- | ----- | ----- | ---------- | ---------- | ---------- | ---------- | ---------- | ---------- | ---- | ---- | ----- | ------ | ------ | ------ |
| 1   | Tianjin Bohai Bank       | 9   | 3     | 3     | 0     | 3          | 0          | 0          | 0          | 0          | 0          | 9    | 0    | MAX   | 3      | 0      | MAX    |
| 2   | Numia Vero Volley Milano | 6   | 3     | 2     | 1     | 2          | 0          | 0          | 0          | 0          | 1          | 6    | 3    | 2,000 | 2      | 1      | 2,000  |
| 3   | Gerdau/Minas             | 3   | 3     | 1     | 2     | 1          | 0          | 0          | 0          | 0          | 2          | 3    | 6    | 0.500 | 1      | 2      | 0.500  |
| 4   | Zamalek SC               | 0   | 3     | 0     | 3     | 0          | 0          | 0          | 0          | 0          | 3          | 0    | 9    | 0,000 | 0      | 3      | 0,000  |

Resultados
| 16 de dezembro 22:00 P2 AQ | Gerdau/Minas | 0 — 3             | Numia Vero Volley Milano | Dragon Sports Center, Hancheu Público: 451 Árbitro(s): CHN Liu Jiang KAZ Yuliya Akulova |
| 16 de dezembro 22:00 P2 AQ | 17 22 25     | Set 1 Set 2 Set 3 | 25 27                    | Dragon Sports Center, Hancheu Público: 451 Árbitro(s): CHN Liu Jiang KAZ Yuliya Akulova |

| 17 de dezembro 08:30 P2 AQ | Tianjin Bohai Bank | 3 — 0             | Zamalek SC | Dragon Sports Center, Hancheu Público: 3 545 Árbitro(s): THA Pimthongkhonburi Sasiprapa POL Agnieszka Michlic |
| 17 de dezembro 08:30 P2 AQ | 25                 | Set 1 Set 2 Set 3 | 16 18 15   | Dragon Sports Center, Hancheu Público: 3 545 Árbitro(s): THA Pimthongkhonburi Sasiprapa POL Agnieszka Michlic |

| 18 de dezembro 01:30 P2 AQ | Gerdau/Minas | 3 — 0             | Zamalek SC | Dragon Sports Center, Hancheu Público: 265 Árbitro(s): CHN Luo Wensheng CHN Liu Jiang |
| 18 de dezembro 01:30 P2 AQ | 25           | Set 1 Set 2 Set 3 | 17 21 14   | Dragon Sports Center, Hancheu Público: 265 Árbitro(s): CHN Luo Wensheng CHN Liu Jiang |

| 18 de dezembro 08:30 P2 AQ | Tianjin Bohai Bank | 3 — 0             | Numia Vero Volley Milano | Dragon Sports Center, Hancheu Público: 1 783 Árbitro(s): POL Agnieszka Michlic UAE İbrahim İsmail Alblooshi |
| 18 de dezembro 08:30 P2 AQ | 25                 | Set 1 Set 2 Set 3 | 21 22 23                 | Dragon Sports Center, Hancheu Público: 1 783 Árbitro(s): POL Agnieszka Michlic UAE İbrahim İsmail Alblooshi |

| 19 de dezembro 08:30 P2 AQ | Numia Vero Volley Milano | 3 — 0             | Zamalek SC | Dragon Sports Center, Hancheu Público: 479 Árbitro(s): THA Pimthongkhonburi Sasiprapa KAZ Yuliya Akulova |
| 19 de dezembro 08:30 P2 AQ | 25                       | Set 1 Set 2 Set 3 | 9 13 18    | Dragon Sports Center, Hancheu Público: 479 Árbitro(s): THA Pimthongkhonburi Sasiprapa KAZ Yuliya Akulova |

| 20 de dezembro 08:30 P2 AQ | Tianjin Bohai Bank | 3 — 0             | Gerdau/Minas | Dragon Sports Center, Hancheu Público: 3 383 Árbitro(s): UAE İbrahim İsmail Alblooshi BEL Marie-Catherine Boulanger |
| 20 de dezembro 08:30 P2 AQ | 25                 | Set 1 Set 2 Set 3 | 19 22        | Dragon Sports Center, Hancheu Público: 3 383 Árbitro(s): UAE İbrahim İsmail Alblooshi BEL Marie-Catherine Boulanger |

### Grupo B
|     |                               |     | Jogos | Jogos | Jogos | Resultados | Resultados | Resultados | Resultados | Resultados | Resultados | Sets | Sets | Sets  | Pontos | Pontos | Pontos |
| Pos | Equipe                        | Pts | T     | V     | D     | 3–0        | 3–1        | 3–2        | 2–3        | 1–3        | 0–3        | V    | P    | R     | V      | P      | R      |
| --- | ----------------------------- | --- | ----- | ----- | ----- | ---------- | ---------- | ---------- | ---------- | ---------- | ---------- | ---- | ---- | ----- | ------ | ------ | ------ |
| 1   | Procecco Doc Imoco Conegliano | 9   | 3     | 3     | 0     | 3          | 0          | 0          | 0          | 0          | 0          | 9    | 0    | MAX   | 3      | 0      | MAX    |
| 2   | Dentil/Praia Clube            | 6   | 3     | 2     | 1     | 2          | 0          | 0          | 0          | 0          | 1          | 6    | 3    | 2,000 | 2      | 1      | 2,000  |
| 3   | NEC Red Rockets Kawasaki      | 3   | 3     | 1     | 2     | 1          | 0          | 0          | 0          | 0          | 2          | 3    | 6    | 0.500 | 1      | 2      | 0.500  |
| 4   | LP Bank Ninh Bình             | 0   | 3     | 0     | 3     | 0          | 0          | 0          | 0          | 0          | 3          | 0    | 9    | 0,000 | 0      | 3      | 0,000  |

Resultados
| 17 de dezembro 01:30 P2 AQ | PD Imoco Conegliano | 3 — 0             | Dentil/Praia Clube | Dragon Sports Center, Hancheu Público: 2 167 Árbitro(s): UAE İbrahim İsmail Alblooshi CHN Luo Wensheng |
| 17 de dezembro 01:30 P2 AQ | 25                  | Set 1 Set 2 Set 3 | 20 15              | Dragon Sports Center, Hancheu Público: 2 167 Árbitro(s): UAE İbrahim İsmail Alblooshi CHN Luo Wensheng |

| 17 de dezembro 05:30 P2 AQ | NEC Red Rockets Kawasaki | 3 — 0             | LP Bank Ninh Bình | Dragon Sports Center, Hancheu Público: 2 177 Árbitro(s): BEL Marie-Catherine Boulanger KOR Hae-Yoeun Sung |
| 17 de dezembro 05:30 P2 AQ | 25                       | Set 1 Set 2 Set 3 | 18 15 13          | Dragon Sports Center, Hancheu Público: 2 177 Árbitro(s): BEL Marie-Catherine Boulanger KOR Hae-Yoeun Sung |

| 17 de dezembro 22:00 P2 AQ | PD Imoco Conegliano | 3 — 0             | LP Bank Ninh Bình | Dragon Sports Center, Hancheu Público: 749 Árbitro(s): KOR Hae-Yoeun Sung BEL Marie-Catherine Boulanger |
| 17 de dezembro 22:00 P2 AQ | 25                  | Set 1 Set 2 Set 3 | 16 8 15           | Dragon Sports Center, Hancheu Público: 749 Árbitro(s): KOR Hae-Yoeun Sung BEL Marie-Catherine Boulanger |

| 18 de dezembro 05:00 P2 AQ | NEC Red Rockets Kawasaki | 0 — 3             | Dentil/Praia Clube | Dragon Sports Center, Hancheu Público: 305 Árbitro(s): KAZ Yuliya Akulova THA Pimthongkhonburi Sasiprapa |
| 18 de dezembro 05:00 P2 AQ | 17 23 16                 | Set 1 Set 2 Set 3 | 25                 | Dragon Sports Center, Hancheu Público: 305 Árbitro(s): KAZ Yuliya Akulova THA Pimthongkhonburi Sasiprapa |

| 19 de dezembro 04:00 P2 AQ | LP Bank Ninh Bình | 0 — 3             | Dentil/Praia Clube | Dragon Sports Center, Hancheu Público: 194 Árbitro(s): BEL Marie-Catherine Boulanger POL Agnieszka Michlic |
| 19 de dezembro 04:00 P2 AQ | 15 17 12          | Set 1 Set 2 Set 3 | 25                 | Dragon Sports Center, Hancheu Público: 194 Árbitro(s): BEL Marie-Catherine Boulanger POL Agnieszka Michlic |

| 20 de dezembro 04:00 P2 AQ | PD Imoco Conegliano | 3 — 0             | NEC Red Rockets Kawasaki | Dragon Sports Center, Hancheu Público: 3 300 Árbitro(s): POL Agnieszka Michlic KOR Hae-Yoeun Sung |
| 20 de dezembro 04:00 P2 AQ | 25                  | Set 1 Set 2 Set 3 | 21 20 19                 | Dragon Sports Center, Hancheu Público: 3 300 Árbitro(s): POL Agnieszka Michlic KOR Hae-Yoeun Sung |

## Fase final
|  | Semifinais                    | Semifinais                    |                        |   | Final | Final |
|  |                               |                               |                        |   |       |       |
|  | 20 de dezembro - 04:00        |                               |                        |   |       |       |
|  |                               |                               |                        |   |       |       |
|  | Tianjin Bohai Bank            | 3                             |                        |   |       |       |
|  | Tianjin Bohai Bank            | 3                             | 22 de dezembro - 08:30 |   |       |       |
|  | Dentil/Praia Clube            | 1                             |                        |   |       |       |
|  | Dentil/Praia Clube            | 1                             | Tianjin Bohai Bank     | 0 |       |       |
|  | 20 de dezembro - 08:30        |                               | Tianjin Bohai Bank     | 0 |       |       |
|  |                               | Procecco Doc Imoco Conegliano | 3                      |   |       |       |
|  | Procecco Doc Imoco Conegliano | Procecco Doc Imoco Conegliano | 3                      | 3 |       |       |
|  | Procecco Doc Imoco Conegliano |                               |                        | 3 |       |       |
|  | Numia Vero Volley Milano      | 0                             |                        |   |       |       |
|  | Numia Vero Volley Milano      | 0                             | Terceiro lugar         |   |       |       |
|  |                               |                               |                        |   |       |       |
|  | 22 de dezembro - 04:00        |                               |                        |   |       |       |
|  |                               |                               |                        |   |       |       |
|  | Dentil/Praia Clube            | 0                             |                        |   |       |       |
|  | Dentil/Praia Clube            | 0                             |                        |   |       |       |
|  | Numia Vero Volley Milano      | 3                             |                        |   |       |       |

### Semifinais
| 21 de dezembro 04:00 P2 AQ | Tianjin Bohai Bank | 3 — 1                   | Dentil/Praia Clube | Dragon Sports Center, Hancheu Público: 2 886 Árbitro(s): BEL Marie-Catherine Boulanger THA Pimthongkhonburi Sasiprapa |
| 21 de dezembro 04:00 P2 AQ | 25 24 25           | Set 1 Set 2 Set 3 Set 4 | 23 21 26 22        | Dragon Sports Center, Hancheu Público: 2 886 Árbitro(s): BEL Marie-Catherine Boulanger THA Pimthongkhonburi Sasiprapa |

| 21 de dezembro 08:30 P2 AQ | Procecco Doc Imoco Conegliano | 3 — 0             | Numia Vero Volley Milano | Dragon Sports Center, Hancheu Público: 5 559 Árbitro(s): KAZ Yuliya Akulova POL Agnieszka Michlic |
| 21 de dezembro 08:30 P2 AQ | 25                            | Set 1 Set 2 Set 3 | 23 14 23                 | Dragon Sports Center, Hancheu Público: 5 559 Árbitro(s): KAZ Yuliya Akulova POL Agnieszka Michlic |

### Terceiro lugar
| 22 de dezembro 04:00 P2 AQ | Dentil/Praia Clube | 0 — 3             | Numia Vero Volley Milano | Dragon Sports Center, Hancheu Público: 1 581 Árbitro(s): UAE İbrahim İsmail Alblooshi KOR Hae-Yoeun Sung |
| 22 de dezembro 04:00 P2 AQ | 23 16 13           | Set 1 Set 2 Set 3 | 25                       | Dragon Sports Center, Hancheu Público: 1 581 Árbitro(s): UAE İbrahim İsmail Alblooshi KOR Hae-Yoeun Sung |

### Final
| 22 de dezembro 08:30 P2 AQ | Tianjin Bohai Bank | 0 — 3             | Procecco Doc Imoco Conegliano | Dragon Sports Center, Hancheu Público: 6 116 Árbitro(s): POL Agnieszka Michlic BEL Marie-Catherine Boulanger |
| 22 de dezembro 08:30 P2 AQ | 21 15 20           | Set 1 Set 2 Set 3 | 25                            | Dragon Sports Center, Hancheu Público: 6 116 Árbitro(s): POL Agnieszka Michlic BEL Marie-Catherine Boulanger |

## Classificação final
| Posição           | Equipe                        |
| ----------------- | ----------------------------- |
| Medalha de ouro   | Procecco Doc Imoco Conegliano |
| Medalha de prata  | Tianjin Bohai Bank            |
| Medalha de bronze | Numia Vero Volley Milano      |
| 4                 | Dentil/Praia Clube            |
| 5                 | Gerdau/Minas                  |
| 6                 | NEC Red Rockets Kawasaki      |
| 7                 | Zamalek SC                    |
| 8                 | LP Bank Ninh Bình             |

| Campeonato Mundial de Clubes de 2024               |
| Itália                                             |
| -------------------------------------------------- |
| Campeão Procecco Doc Imoco Conegliano (3.º título) |

| Elenco |
| --- |
| Gabi, Zhu Ting, Nanami Seki, Katja Eckl, Marina Lubian, De Gennaro, Isabelle Haak, Joanna Wołosz, Merit Adigwe, Khalia Lanier, Martyna Łukasik, Chirichella, Sarah Fahr, Anna Bardaro |
| Técnico |
| Daniele Santarelli |

## Estatísticas
As tabelas abaixo mostram as 3 melhores jogadoras em cada habilidade ao final do torneio.
| Maiores pontuadoras | Maiores pontuadoras | Maiores pontuadoras | Maiores pontuadoras | Maiores pontuadoras | Maiores pontuadoras |
|                     | Jogadora            | Ataques             | Bloqueios           | Saques              | Total               |
| ------------------- | ------------------- | ------------------- | ------------------- | ------------------- | ------------------- |
| 1                   | Li Yingying         | 97                  | 3                   | 4                   | 104                 |
| 2                   | Paola Egonu         | 69                  | 13                  | 7                   | 89                  |
| 3                   | Isabelle Haak       | 52                  | 9                   | 7                   | 68                  |

| Melhores atacantes | Melhores atacantes | Melhores atacantes | Melhores atacantes | Melhores atacantes | Melhores atacantes | Melhores atacantes |
|                    | Jogadora           | Pts.               | Erros              | Ataques            | Média              | %                  |
| ------------------ | ------------------ | ------------------ | ------------------ | ------------------ | ------------------ | ------------------ |
| 1                  | Li Yingying        | 97                 | 22                 | 82                 | 19,4               | 48,26              |
| 2                  | Paola Egonu        | 69                 | 32                 | 68                 | 13,8               | 40,83              |
| 3                  | Yizhu Wang         | 59                 | 19                 | 66                 | 11,8               | 40,97              |

| Melhores bloqueadoras | Melhores bloqueadoras | Melhores bloqueadoras | Melhores bloqueadoras | Melhores bloqueadoras | Melhores bloqueadoras | Melhores bloqueadoras |
|                       | Jogadora              | Bloq.                 | Erros                 | Reb.                  | Média                 | %                     |
| --------------------- | --------------------- | --------------------- | --------------------- | --------------------- | --------------------- | --------------------- |
| 1                     | Hena Kurtagić         | 19                    | 13                    | 18                    | 3,8                   | 12                    |
| 2                     | Paola Egonu           | 13                    | 7                     | 7                     | 2,6                   | 22,22                 |
| 3                     | Adenízia da Silva     | 13                    | 23                    | 19                    | 2,6                   | -18,18                |

| Melhores sacadoras | Melhores sacadoras | Melhores sacadoras | Melhores sacadoras | Melhores sacadoras | Melhores sacadoras | Melhores sacadoras |
|                    | Jogadora           | Pts.               | Erros              | Tentativas         | Média              | %                  |
| ------------------ | ------------------ | ------------------ | ------------------ | ------------------ | ------------------ | ------------------ |
| 1                  | Thaísa Daher       | 9                  | 6                  | 30                 | 3                  | 20                 |
| 2                  | Paola Egonu        | 7                  | 12                 | 36                 | 1,4                | 12,73              |
| 3                  | Isabelle Haak      | 7                  | 4                  | 32                 | 1,4                | 16,28              |

| Melhores levantadoras | Melhores levantadoras | Melhores levantadoras | Melhores levantadoras | Melhores levantadoras | Melhores levantadoras | Melhores levantadoras |
|                       | Jogadora              | Êxito                 | Erros                 | Tent.                 | Média                 | %                     |
| --------------------- | --------------------- | --------------------- | --------------------- | --------------------- | --------------------- | --------------------- |
| 1                     | Macris Carneiro       | 100                   | 1                     | 300                   | 20                    | 24,94                 |
| 2                     | Joanna Wołosz         | 97                    | 0                     | 220                   | 19,4                  | 30, 6                 |
| 3                     | Yao Di                | 67                    | 1                     | 383                   | 13,4                  | 14,86                 |

| Melhores defensoras | Melhores defensoras | Melhores defensoras | Melhores defensoras | Melhores defensoras | Melhores defensoras | Melhores defensoras |
|                     | Jogadora            | Def.                | Erros               | Recepções           | Média               | %                   |
| ------------------- | ------------------- | ------------------- | ------------------- | ------------------- | ------------------- | ------------------- |
| 1                   | Liwen Liu           | 68                  | 21                  | 23                  | 13,6                | 60,71               |
| 2                   | Natinha             | 55                  | 13                  | 11                  | 11                  | 69,62               |
| 3                   | Monica De Gennaro   | 46                  | 6                   | 11                  | 9,2                 | 73,02               |

| Melhores receptoras | Melhores receptoras | Melhores receptoras | Melhores receptoras | Melhores receptoras | Melhores receptoras | Melhores receptoras |
|                     | Jogadora            | Êxito               | Erros               | Tent.               | Média               | %                   |
| ------------------- | ------------------- | ------------------- | ------------------- | ------------------- | ------------------- | ------------------- |
| 1                   | Natinha             | 30                  | 3                   | 46                  | 6                   | 37,97               |
| 2                   | Gabi                | 25                  | 1                   | 42                  | 5                   | 36,76               |
| 3                   | Myriam Sylla        | 23                  | 8                   | 86                  | 4,6                 | 19,66               |

Fonte: Volleyball World

## Prêmios individuais
A seleção do campeonato foi composta pelas seguintes jogadoras:
- MVP (Most Valuable Player):  Isabelle Haak